# Каменные цветы
«Каменные цветы» (хинди पत्थर के फूल, Patthar Ke Phool) — индийская мелодрама, снятая на языке хинди и вышедшая в прокат в Индии 2 февраля 1991 года. Этот фильм стал дебютом для модели Равины Тандон и последним для актёра Винода Мехры.

## Сюжет
Киран Кханна (Равина Тандон) — дочь крупного гангстера. Она воспитывалась отцом так, что даже не догадывалась о его криминальной жизни. Познакомившись с сыном инспектора полиции Сураджем Вермой (Салман Хан), она влюбляется в него. Узнав об этом, отец Киран решает прекратить свою преступную деятельность ради будущего дочери. Однако люди из его окружения не разделяют его намерений и решают расправиться с потенциальными родственниками своего босса. Сурадж начинает сотрудничать с полицией и вступает в борьбу с мафией, чтобы добиться своей цели.

## В ролях
- Салман Хан — Сурадж Верма
- Равина Тандон — Киран Кханна
- Рима Лагу — Мира Верма, мать Сураджа
- Гога Капур — Дурджан
- Манохар Сингх — Балрадж Кханна, отец Киран
- Винод Мехра[англ.] — инспектор Джай Верма, муж Миры
- Киран Кумар[англ.] — Карим Хан
- Дипа Дхиллона[англ.] — Рам Сингх Гупти
- Прадип Рават[англ.] — первый муж Миры и отец Сураджа

## Саундтрек
| №  | Название                          | Исполнители                           | Длительность |
| -- | --------------------------------- | ------------------------------------- | ------------ |
| 1. | «Kabhi Tu Chhalia Lagta Hai»      | Лата Мангешкар, С. П. Баласубраманьям | 6:55         |
| 2. | «Maut Se Kya Darna»               | С. П. Баласубраманьям, Лата Мангешкар | 6:14         |
| 3. | «Sun Dilruba»                     | С. П. Баласубраманьям                 | 6:11         |
| 4. | «Aaja Aaja Aaja»                  | Лата Мангешкар                        | 6:18         |
| 5. | «Na Jaa Na Jaa»                   | С. П. Баласубраманьям                 | 6:18         |
| 6. | «Tumse Jo Dekhte Hi Pyar Hua»     | Лата Мангешкар, С. П. Баласубраманьям | 5:47         |
| 7. | «Deewana Dil Bin Sajna Ke Manena» | Лата Мангешкар, С. П. Баласубраманьям | 7:30         |
| 8. | «Sajna Tere Bina Kya Jeena»       | Лата Мангешкар, С. П. Баласубраманьям | 6:02         |
| 9. | «Jab Bhi Milo»                    | Амит Кумар                            | 6:50         |

## Награды
- Filmfare Award за лучшую дебютную женскую роль — Равина Тандон[2]